# جورج إليوت (لاعب كريكت)
جورج إليوت (1 مايو 1850 - 23 أبريل 1913) (بالإنجليزية: George Elliott)‏ هو لاعب كريكت بريطاني.

## وصلات خارجية
- جورج إليوت على موقع إي آس بي آن كريك إنفو (الإنجليزية)